# Gurpenar (Vã)
Gurpenar (em turco: Gürpınar; em curdo: Payizawa/Xawesor, em armênio: Հայոց Ձոր; romaniz.: Hayots' Dzor) é um município e distrito da área metropolitana e província de Vã, na Turquia. 4 028 km² de área e em dezembro de 2021 tinha 33 791 habitantes (densidade: 8,4 hab./km²), dos quais 33 791 na capital de Gurpenar. É o segundo maior distrito da Turquia, depois do distrito de Caramânia.

## Nome
O antigo nome armênio da área é Haiots Zor (em armênio: Հայոց Ձոր; romaniz.: Hayoc' Jor), "Vale dos Armênios". Seu nome curdo é Paizava; no entanto, o topônimo Xavesor derivado do armênio também é usado. A vila titular de Gurpenar em si também era conhecida pelos armênios como Quelzi (Կղզի, Kłzi, que significa "ilha", devido a ser cercada pelo canal de Menua).

## História
A aldeia de Quelzi tinha 241 habitantes armênios e 11 curdos em 1909 (a região mais ampla de Haiots Zor era o lar de cerca de 10 mil armênios antes do genocídio armênio). A população armênia foi massacrada ou deslocada durante o genocídio armênio; alguns dos habitantes conseguiram fugir e se estabelecer na Armênia Oriental.

## Composição
Existem 79 bairros (almofalas) no distrito de Gurpenar:
- Aquebulute (Akbulut)
- Aquedou (Akdoğu)
- Aquepenar (Akpınar)
- Alneaque (Alnıak)
- Arende (Arındı)
- Axae Caimaz (Aşağı Kaymaz)
- Bareianeque (Bağrıyanık)
- Besbudaque (Beşbudak)
- Bolmechale (Bölmeçalı)
- Bozite (Bozyiğit)
- Buqueche (Bükeç)
- Cajecoi (Hacıköy)
- Calcanle (Kalkanlı)
- Capecheque (Kapçık)
- Caracoche (Karakoç)
- Chaquenle (Çakınlı)
- Chataquedibi (Çatakdibi)
- Chavustepe (Çavuştepe)
- Chepequenli (Çepkenli)
- Chorecli (Çörekli)
- Cochegudene (Koçgüden)
- Coiuniatae (Koyunyatağı)
- Coxabe (Hoşab)
- Cuxedae (Kuşdağı)
- Dassevene (Dağseven)
- Deirmenduzu (Değirmendüzü)
- Diquebeique (Dikbıyık)
- Dolaile (Dolaylı)
- Doluchequene (Doluçıkın)
- Elachemaz (Elaçmaz)
- Ercalde (Erkaldı)
- Guecherli (Geçerli)
- Gueziurte (Geziyurt)
- Guinli (Giyimli)
- Golarde (Gölardı)
- Gulecheler (Güleçler)
- Gumbaxe (Günbaşı)
- Ialenca (Yalınca)
- Iaramexe (Yaramış)
- Iatane (Yatağan)
- Iedissalquem (Yedisalkım)
- Iolaxane (Yolaşan)
- Ioldustu (Yoldüştü)
- Ixequepenar (Işıkpınar)
- Iucare Caimaz (Yukarı Kaymaz)
- Iurtebaxe (Yurtbaşı)
- Jevizalane (Cevizalan)
- Juncuriete (Cumhuriyet)
- Molacusseine (Mollahüseyin)
- Muratalde (Murataldı)
- Ouldame (Oğuldamı)
- Ongune (Ongun)
- Ormeli (Örmeli)
- Ortacoi (Ortaköy)
- Otebicher (Otbiçer)
- Ovecheli (Öveçli)
- Ozluje (Özlüce)
- Parmacape (Parmakkapı)
- Quelechetutane (Kılıçtutan)
- Querqueguechite (Kırkgeçit)
- Sacalar (Sakalar)
- Sapaconaque (Sapakonak)
- Savacheque (Savacık)
- Sevindique (Sevindik)
- Sıchaquessu (Sıcaksu)
- Sutluje (Sütlüce)
- Tasdondurene (Taşdöndüren)
- Tasleiaze (Taşlıyazı)
- Tepegorene (Tepegören)
- Topechudeirmeni (Topçudeğirmeni)
- Topsacal (Topsakal)
- Topieldez (Topyıldız)
- Tutaque (Tutak)
- Tutemache (Tutmaç)
- Uchedoane (Üçdoğan)
- Ucheguene (Üçgen)
- Umute (Umut)
- Uzunguedique (Uzungedik)
- Zerneque (Zernek)